# Фагосома
Фагосома — вакуоль, образующаяся в процессе фагоцитоза, внутри которой находятся субстраты, подлежащие перевариванию.
У простейших крупные частицы захватываются в фагоцитарные вакуоли, которые сливаются с лизосомами. Продукты переваривания проникают в цитозоль и используются в качестве пищи. 
У многоклеточных организмов большинство клеток не способно эффективно поглощать крупные частицы. Для этой цели существуют фагоциты — специальные клетки, осуществляющие фагоцитоз. Фагосомы в фагоцитах так же, как у простейших, сливаются с первичными лизосомами и формируют вторичные лизосомы("фаголизосомы" или "пищеварительные вакуоли"), в которых захваченный материал деградирует. Непереваренные вещества остаются во вторичных лизосомах, образуя остаточные тельца. Случайный или обусловленный рецепторами контакт микробной клетки с фагоцитом (макрофагом, нейтрофилом) приводит к образованию выростов мембраны — псевдоподий, окружающих чужеродную клетку, и формированию вакуоли — фагосомы. Фагосома погружается в клетку, где после слияния с лизосомами образует фаголизосому.